# Louis Ruchonnet
Antoine Louis John Ruchonnet (Losanna, 28 aprile 1834 – Berna, 14 settembre 1893) è stato un politico svizzero.
Nel dicembre 1875 fu eletto nel Consiglio federale svizzero, ma declinò l'elezione. Nel marzo 1881 fu rieletto, accettando l'incarico e rimanendo nel Consiglio fino alla sua morte, avvenuta nel settembre 1893.
Nel corso del suo mandato diresse il Dipartimento del commercio e dell'agricoltura (1881), il Dipartimento di giustizia e polizia (1882 e 1884-1893) e il Dipartimento politico (1883).
Era rappresentante del Partito Liberale Radicale.
Ricoprì ricoperto la carica di Presidente della Confederazione svizzera due volte, nel 1883 e nel 1890.
Massone, Ruchonnet fu tra i fondatori della Loggia Liberté di Losanna, che sarebbe diventata la Loggia N. 21 della Gran Loggia Svizzera Alpina, e ne fu eletto Maestro venerabile l'11 settembre 1871.